# Honor 20
Honor 20 — смартфон компанії Huawei під брендом Honor. Апарат був представлений у Лондоні в травні 2019 року разом із Honor 20 Pro та Honor 20 Lite.
Орієнтовна ціна телефону в Україні складає 11999 грн.

## Зовнішній вигляд
Телефон представлений у 2 кольорах: опівнічний чорний (Midnight Black) та сапфірний синій (Sapphire Blue).
Довжина телефону — 154.3 мм, ширина — 74 мм, товщина — 7.9 мм, вага — 174 грами.
Скляна задня панель Honor 20 має голографічну поверхню із градієнтним забарвленням у синьому кольорі та переливом у чорному варіанті. З обох боків телефон покритий загартованим склом. Рамка апарату виконана з металу. Телефон відноситься до безрамкових, дисплей займає 91.6 % передньої панелі: рамка з боків та зверху 3.5 мм, знизу — 6 мм.

## Апаратне забезпечення
Процесор HUAWEI Kirin 980 (8-ядерний з 7-нанометровим техпроцесом): 2 ядра ARM Cortex-A76 — 2.6 ГГц, 2 ядра ARM Cortex-A76 — 1.96 ГГц та 4 ядра ARM Cortex-A55 із тактовою частотою до 1.58 ГГц.
Графічний процесор Mali-G76 MP10.
Оперативна пам'ять складає 6 ГБ, обсяг власної пам'яті — 128 ГБ. Телефон має 2 Nano-SIM картки, картку microSD не підтримує.
Екран  — 6.26 дюймів IPS LCD. Має роздільну здатність 2340 x 1080 пікселів (FullHD+) із щільністю — 412 PPI. Співвідношення сторін 19.5:9.
Акумулятор незнімний на 3750 мА/г із підтримкою функції швидкого заряджання (50 % за 30 хвилин) за допомогою Honor SuperCharge потужністю 22.5 Вт.
Смартфон має 4 сенсори основної камери:
- головний модуль 48 Мп з діафрагмою f/1.8 (Sony IMX586) з Ai-стабилизацією;
- додатковий модуль (надширокий) 16 Мп із кутом знімання до 117 градусів та підтримкою корекції зображення;
- датчик глибини 2 Мп (f/2.4) для знімання з ефектом боке;
- макромодуль 2 Мп з апертурою f/2.4 для знімання на відстані до 4 см.

Фронтальна камера 32 Мп з діафрагмою f/2.0.

## Програмне забезпечення
Honor 20 працює на операційній системі Android 9.0 Pie з фірмовою графічною оболонкою Magic UI 2.1.0.
Має сенсор відбитків пальців та можливість розблокування телефону за обличчям, акселерометр, гіроскоп, датчик освітлення, датчик наближення, компас, датчик Холла.
Підтримує стандарти зв'язку: 2G GSM / 3G WCDMA / 4G LTE FDD / 4G LTE TDD.
Бездротові інтерфейси: Wi-Fi 802.11 b/g/n/ac, MIMO, Bluetooth 5.0 NFC.
Навігація: GPS/A-GPS, GLONASS, BDS, GALILEO, QZSS.
Вихід для навушників відсутній, але у комплекті є перехідник.
Комплектація телефону: зарядний пристрій, USB-кабель, скріпка для вилучення sim-карт, перехідник USB Type-C на mini-Jack (3.5 мм), захисна плівка, інструкція, гарантійний талон, телефон.